# شفت (میوه)
شفت به نوعی از میوه در علم گیاه‌شناسی گفته می‌شود. این میوه با درون‌بری که چوبی یا غضروفی شده است از سته‌ها مجزا می‌شود که بعد از رسیدن به وسیله‌ی دو یا چند کفه باز می‌شود مانند گردو و بادام.

## انواع شفت
- شفت تک‌دانه‌ای: این میوه‌ها از تخمدان‌های تک حجره‌ای یا چند تخمکی مشتق می‌شوند ولی فقط یکی از تخمک‌ها به حد بلوغ می‌رسد. مثال‌های متداول آن در طایفهٔ گوجه از تیره گل سرخ دیده می‌شود. مانند گوجه، گیلاس، هلو، زردآلو که در این گروه تخمدان جوان دارای دو تخمک است که معمولاً یکی از آن‌ها به ثمر نمی‌رسد.
- شفت چنددانه‌ای: این میوه‌ها معمولاً از تخمدان‌های چند حجره‌ای حاصل می‌شوند که هر حجره یک هستهٔ تک‌دانه‌ای یا چنددانه‌ای را به وجود می‌آورند. میوه قهوه شفتی است (به شکل گیلاس) با دو هستهٔ پوست مانند که هریک فقط یک دانه را دربرمی‌گیرد. (دانه قهوه واجد آلبومن شاخی است) مانند میوه‌های طایفهٔ گلابی از تیره گل سرخ (گلابی، سیب، به، ازگیل و زالزالک) از نوع شفت‌های چند هسته‌ای است.

معدودی از میوه‌های 'چند شفتی' شناخته شده است که گل‌های به وجود آورندهٔ آن‌ها به تعداد پرچم‌های مجزای خود به شفت‌های مشخصی به نام شفتک مبدل شده‌اند. بهترین مثال در این مورد تمشک خوراکی و جنگلی است که این حالت نباید با میوه مرکب اشتباه گرفته شود.